# Il faut marier maman

Il faut marier maman est un téléfilm français réalisé par Jérôme Navarro, diffusé en 2013.

## Synopsis
Dany est une dentiste qui vient de fêter ses 50 ans. Un jour, son mari la quitte brusquement au profit d'une femme dix ans plus jeune.
Leur fille, Alix, qui suit des études de pâtisserie, est attristée de voir sa mère abattue. Elle l'aide à reprendre confiance en elle, mais lorsque Dany rencontre Éric, un artiste âgé de 40 ans, et en tombe amoureuse, elle met en garde sa mère contre les faux espoirs et les risques de se faire abandonner de nouveau. Une dispute a lieu, et Alix qualifie sa mère de « Cougar ».
Alix, aidée par un ami prénommé Nicolas, va tout faire pour que sa mère rencontre un autre homme, en l'occurrence Gérard, le père de Nicolas, qui comme Dany est fan de rugby, de cuisine et de musique classique.
Mais tout ne va pas se passer comme prévu : Gérard, s'il est effectivement divorcé, est attiré par la collègue, dentiste comme elle, de Dany, tandis que Nicolas tombe amoureux d'Alix…

## Fiche technique
- Réalisation : Jérôme Navarro
- Scénario : Carol Brenner, Manon Lamotte
- Pays d'origine :  France
- Langue : Français
- Format : couleur
- Genre : Comédie
- Première diffusion : 2 avril 2013

## Distribution
Sauf indication contraire, les informations mentionnées dans cette section peuvent être confirmées par la base de données cinématographiques IMDb,  présente dans la section « Liens externes ».
- Michèle Bernier : Dany
- Morgane Cabot : Alix
- Jean-Charles Chagachbanian : Éric
- Nadia Fossier : Patricia
- Charles Templon : Nicolas
- Daniel Russo : Gérard
- Édith Le Merdy : Meridor
- Jacques Serres : Delmas
- Francine Bergé : Violette
- Blandine Bury : Fille expo 1
- Olivier Charasson
- Julien Girardet : Le Commis
- Hervé Hiolle : Docteur Rêve
- Faustine Kooijmann : La Galeriste
- Jacques Ledran : Homme Tai-Chi
- Raphaëlle Misrahi : Fille expo 2
- Marc Raffray : Patron maison édition
- Vinye : Juliette

## Diffusion
Le téléfilm est diffusé le 2 avril 2013 puis le 1er janvier 2014 puis le 2 juin 2015 sur France 3